# Ambrosiusplatz 5, 5a–d (Magdeburg)

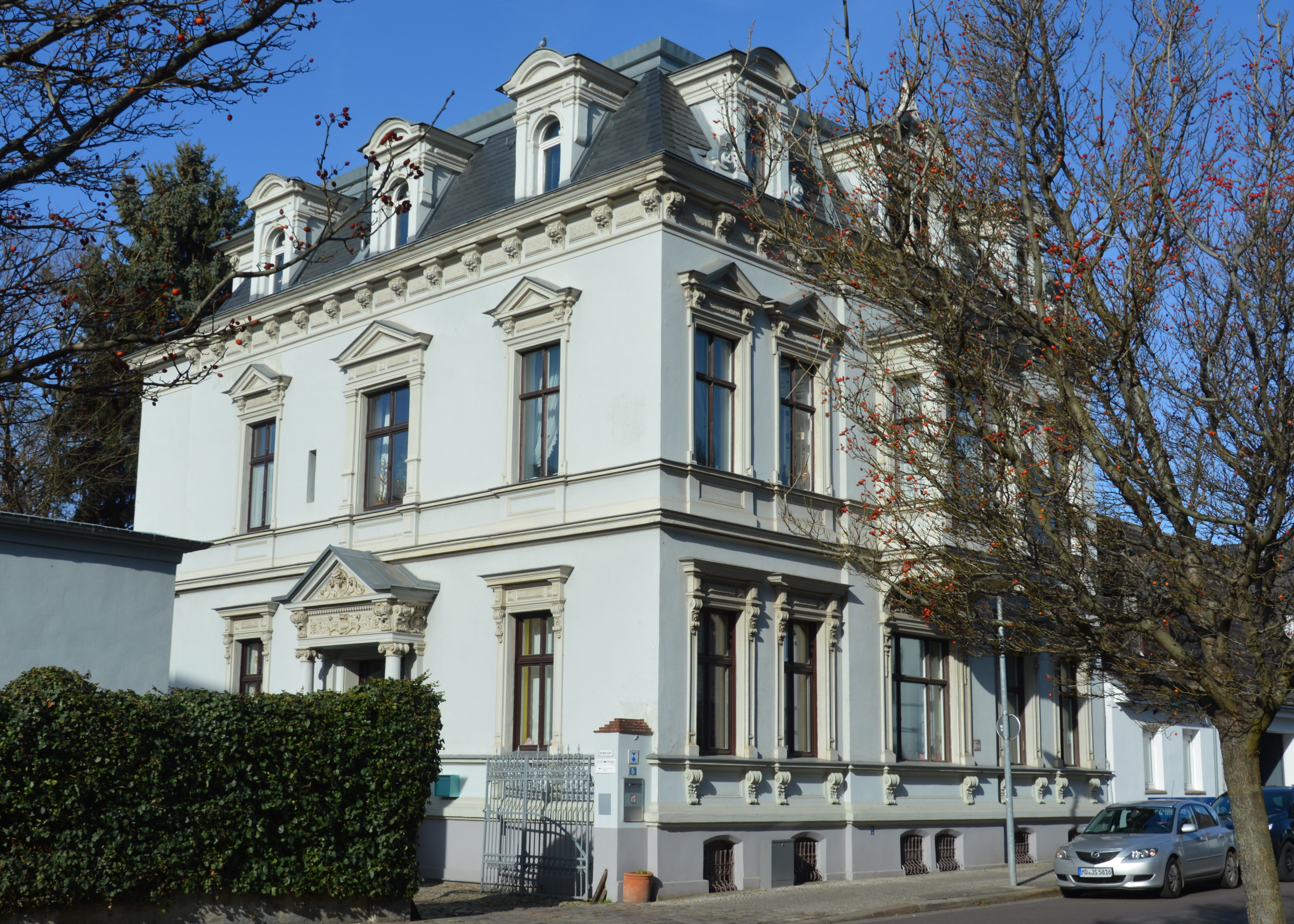
Haus Ambrosiusplatz 5

Ambrosiusplatz 5, 5a–d ist eine denkmalgeschützte Villa in Magdeburg in Sachsen-Anhalt.

## Lage
Sie befindet sich an der Westseite des Ambrosiusplatzes im Magdeburger Stadtteil Sudenburg.

## Architektur und Geschichte
Die Villa wurde in den Jahren 1889/1890 nach Plänen des Architekten Hugo Bahn für den Kaufmann Heinrich Knape in Formen der Neogotik bzw. des Manierismus errichtet. Knape war Inhaber eines auf die Zuckerindustrie ausgerichteten Waren- und Kommissionsgeschäftes. Die Fassade des zweigeschossigen verputzten Gebäudes verfügt zum Ambrosiusplatz hin über einen flachen Mittelrisalit. Vor dem Obergeschoss befindet sich hier mittig ein Kastenerker. Während die platzseitige Fassade fünfachsig gestaltet ist, wurde sie zur Seite hin dreiachsig ausgeführt. Auf der Südseite ist der Hauseingang in einem Ädikulaportal, flankiert von ionischen Säulen angeordnet. Am Architrav des Portikus und unter dem Erker befindet sich jeweils ein Medaillon mit den Initialen des Bauherren IHK. Bedeckt ist der Bau von einem Mansarddach, das mit diversen Dachhäuschen versehen ist.
Im Garten des Hauses steht ein aus Gusseisen gefertigter Pavillon.
Das Anwesen wurde durch den Druckereibesitzer Rudolf Robrahn erworben, der auf dem Hof eine Graphische Kunstanstalt und Bilderbogen und Bilderbücherfabrik einrichtete. An der südlichen Seite des Gartens ließ er nach einem Entwurf von August Kalbow ein langgestrecktes zweigeschossiges Fabrikgebäude errichten. Der verputzte Bau verfügt, dem Fabrikationszweck entsprechend, über große Fenster, die als Stahlsprossenfenster ausgeführt sind. Die Fassade ist schlicht gestaltet und mit ziegelsichtigen Segmentbögen und Lisenen gegliedert. Das Innere des Fabrikationsbaus ist von einer auf Stahlstützen ruhenden Holzbalkendecke überspannt.
Im örtlichen Denkmalverzeichnis ist die Villa unter der Erfassungsnummer 094 81918 als Baudenkmal verzeichnet.
Der Gebäudekomplex gilt in seiner Verbindung von repräsentativer Villa und Fabrik als typisches Industriellenanwesen der Gründerzeit und zeigt die damalige gemischte Struktur des Stadtteils Sudenburg.